# Monestier (Dordonha)
Monestier é uma comuna francesa na região administrativa da Nova Aquitânia, no departamento Dordonha. Possui uma área de 17,75 km² e 332 habitantes (censo de 1999), perfazendo uma densidade demográfica de 18 hab/km².	